# Hudimesnil
Hudimesnil és un municipi francès situat al departament de la Manche i a la regió de Normandia. L'any 2007 tenia 847 habitants.

## Demografia

### Població
El 2007 la població de fet de Hudimesnil era de 847 persones. Hi havia 313 famílies de les quals 71 eren unipersonals (46 homes vivint sols i 25 dones vivint soles), 96 parelles sense fills, 142 parelles amb fills i 4 famílies monoparentals amb fills.
La població ha evolucionat segons el següent gràfic:
Habitants censats

### Habitatges
El 2007 hi havia 394 habitatges, 317 eren l'habitatge principal de la família, 52 eren segones residències i 24 estaven desocupats. 392 eren cases i 1 era un apartament. Dels 317 habitatges principals, 258 estaven ocupats pels seus propietaris, 54 estaven llogats i ocupats pels llogaters i 5 estaven cedits a títol gratuït; 2 tenien una cambra, 22 en tenien dues, 27 en tenien tres, 88 en tenien quatre i 178 en tenien cinc o més. 261 habitatges disposaven pel capbaix d'una plaça de pàrquing. A 130 habitatges hi havia un automòbil i a 163 n'hi havia dos o més.

### Piràmide de població
La piràmide de població per edats i sexe el 2009 era:
| Homes | Edats   | Dones |
| ----- | ------- | ----- |
| 0     | 95 o +  | 0     |
| 4     | 90 a 94 | 0     |
| 0     | 85 a 89 | 16    |
| 0     | 80 a 84 | 4     |
| 16    | 75 a 79 | 12    |
| 20    | 70 a 74 | 16    |
| 20    | 65 a 69 | 24    |
| 16    | 60 a 64 | 28    |
| 16    | 55 a 59 | 16    |
| 12    | 50 a 54 | 20    |
| 24    | 45 a 49 | 12    |
| 32    | 40 a 44 | 16    |
| 32    | 35 a 39 | 44    |
| 28    | 30 a 34 | 28    |
| 16    | 25 a 29 | 20    |
| 16    | 20 a 24 | 4     |
| 12    | 15 a 19 | 24    |
| 36    | 10 a 14 | 36    |
| 40    | 5 a 9   | 24    |
| 20    | 0 a 4   | 28    |

## Economia
El 2007 la població en edat de treballar era de 525 persones, 385 eren actives i 140 eren inactives. De les 385 persones actives 361 estaven ocupades (198 homes i 163 dones) i 24 estaven aturades (8 homes i 16 dones). De les 140 persones inactives 44 estaven jubilades, 52 estaven estudiant i 44 estaven classificades com a «altres inactius».

### Ingressos
El 2009 a Hudimesnil hi havia 310 unitats fiscals que integraven 825 persones, la mediana anual d'ingressos fiscals per persona era de 16.929 €.

### Activitats econòmiques
Dels 30 establiments que hi havia el 2007, 1 era d'una empresa extractiva, 2 d'empreses alimentàries, 5 d'empreses de construcció, 5 d'empreses de comerç i reparació d'automòbils, 2 d'empreses d'hostatgeria i restauració, 2 d'empreses financeres, 1 d'una empresa immobiliària, 7 d'empreses de serveis, 2 d'entitats de l'administració pública i 3 d'empreses classificades com a «altres activitats de serveis».
Dels 10 establiments de servei als particulars que hi havia el 2009, 1 era un taller de reparació d'automòbils i de material agrícola, 2 paletes, 1 guixaire pintor, 2 fusteries, 3 perruqueries i 1 restaurant.
L'únic establiment comercial que hi havia el 2009 era una fleca.
L'any 2000 a Hudimesnil hi havia 60 explotacions agrícoles que ocupaven un total de 1.239 hectàrees.

## Equipaments sanitaris i escolars
El 2009 hi havia una escola elemental integrada dins d'un grup escolar amb les comunes properes formant una escola dispersa.

## Poblacions més properes
El següent diagrama mostra les poblacions més properes.